# Eugen M. Wolpert

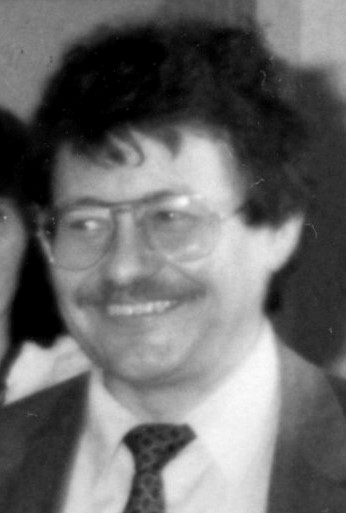
Eugen M. Wolpert (1980)

Eugen Manfred Wolpert (* 22. Februar 1938 in Stryków bei Lodz; † 6. März 2001 in Darmstadt) war ein deutscher Psychiater, Psychoanalytiker, Verhaltenstherapeut und Diplom-Psychologe.

## Leben und Wirken
Eugen Wolpert wurde 1938 in Strykow bei Lodz als Sohn des Fabrikanten Reimund Wolpert und seiner Frau Elisabeth, geborene Grams, geboren. Die Gymnasialzeit verbrachte er in Burgsteinfurt und am Kaiser-Karls-Gymnasium in Aachen. 1959 erfolgte seine Aufnahme in die Studienstiftung des deutschen Volkes und Beginn eines Humanmedizin- und Psychologiestudiums in Erlangen, wobei er ersteres 1966 mit einer preisgekrönten Dissertation („summa cum laude“) in Freiburg/Breisgau abschloss und dafür den Byk-Gulden-Forschungspreis erhielt. Es schloss sich eine Facharztweiterbildung bei  Jung sowie eine Ausbildung zum Psychoanalytiker und auch Verhaltenstherapeuten in Freiburg an. Ab 1971 war er Oberarzt bei  Heinz Häfner in der Sozialpsychiatrischen Klinik des Klinikums Heidelberg-Mannheim. 1975 war der Umzug der Klinik in das neu errichtete Zentralinstitut für Seelische Gesundheit, eine Modelleinrichtung für die Behandlung von psychisch und psychosomatisch Kranken aller Altersgruppen sowie einer eigenen Forschungsabteilung. 1979 wurde Wolpert mit dem Aufbau einer Psychiatrischen Abteilung am ev. Elisabethenstift in Darmstadt betraut, wobei diese Aufgabe mit der Schaffung eines Versorgungssektors für die ganze Stadt verbunden war. Parallel fand eine wissenschaftliche Begleitforschung statt. In diesem Rahmen entstand ein stationärer Bereich mit anfangs 80, zuletzt 132 Betten, zwei Tageskliniken, einer Nachtklinik und einem Wohnheim sowie 50 Plätzen in Wohngruppen und eine Modellwerkstatt für psychisch Behinderte. Zur Realisierung gründete Wolpert einen eigenen Trägerverein. Die bundesdeutsche Psychiatrie-Enquete von 1975 umsetzend baute Wolpert ein eng verzahntes Netzwerk für die angemessene Behandlung und Versorgung psychisch kranker Darmstädter auf.
Von 1983 bis 1991 war Wolpert Vorsitzender des Arbeitskreises der leitenden Ärzte Psychiatrischer Abteilungen in Deutschland. 1989 berief man ihn zum Leiter des Ständigen Ausschusses für Krankenhausfragen in der Psychiatrie. Von 1993 bis 1994 war er als erster Chefarzt einer nicht-universitären psychiatrischen Krankenhausabteilung Präsident der Deutschen Gesellschaft für Psychiatrie, Psychotherapie und Nervenheilkunde! Während seiner Amtszeit wurden Schritte zur praktischen Umsetzung der 1992 von der Bundesärztekammer beschlossenen neuen Facharztweiterbildungsordnung, die eine Integration von Psychiatrie und Psychotherapie vorsah, erarbeitet.
Ein weiteres Anliegen war ihm immer der Abbau von Vorurteilen gegenüber der deutschen Psychiatrie mit ihrer unheilvollen Vergangenheit. Er knüpfte Kontakte in die USA, nach Südamerika und zu den osteuropäischen Ländern. 1989 kam es zu einem deutsch-polnischen Psychiatriekongress in Krakau. Dass 1999 erstmals in Hamburg der Weltkongress für Psychiatrie stattfand, ist im Wesentlichen sein Verdienst.
1981 erwarb er das Stauferschloss Babenhausen, das er aufwändig restaurieren ließ. Er war Vorsitzender des Hessischen Kulturvereins Schloss Babenhausen und organisierte zahlreiche Fachtagungen, Musikveranstaltungen und Kunstausstellungen in seinem Schloss.
Er war verheiratet und hatte Kinder.

## Ehrungen
- Bundesverdienstkreuz am Bande (1999)
- Byk-Gulden-Forschungspreis
- Johann-Heinrich-Merck-Ehrung (2000)
- Ehrenvorsitzender der Darmstädter Modellversorgungsregion
- Ehrenmitglied der World Psychiatric Association
- Chairman der Section Qualitätssicherung des Weltverbandes für Psychiatrie

## Veröffentlichungen (Auswahl)
- Wolpert, E.M. (1971): Der Einfluss der peripheren Retina-Reizfeldgrösse auf den Geschwindigkeitsgang des optokinetischen Nystagmus. Dissertation Freiburg i. Breisgau.
- Lander, H., Wolpert, E.M. (1980): Zum Thema Kopf. Darmstadt: E. Merck
- Wolpert, E.M. (1984): Zum Umgang mit psychisch Kranken. Melsungen: Bibliomed. ISBN 3-921958-30-X.
- Wolpert, E.M. (1991): Die therapeutische Arbeit psychiatrischer Abteilungen. Köln: Rheinland Verl.
- Wolpert, E.M., Lolas, F. (1994): Reforms in Western European Psychiatry, with Special Reference to Germany, and in Countries of the "Third World", with Special Reference to Bolivia, Chile, and Peru: What Can They Learn from Each Other? In: Beigel, A., Lopez Ibor jr., JJ, Costa e Silva, J.A. (Ed.)(1994): Post, Present and Future of Psychiatry.IX. World Congress of Psychiatry. Vol. 1. Singapore: World Scientific Publishing Co., p. 1142–1144, ISBN 981-02-1930-X.
- Wolpert, E.M., Peters, U.H. (1994): The Programs of the German government from 1973 and 1981 for reforming German Psychiatry: What has happend in German Psychiatry since then? In: Beigel, A., Lopez Ibor jr., JJ, Costa e Silva, J.A. (Ed.)(1994): Post, Present and Future of Psychiatry.IX. World Congress of Psychiatry. Vol. 1. Singapore: World Scientific Publishing Co., p. 1213–1216. ISBN 981-02-1930-X.
- Wolpert, E.M., Kohler, G.K. (1994): The Situation of the German Psychiatry Before and After the German Reunion. In: Beigel, A., Lopez Ibor jr., JJ, Costa e Silva, J.A. (Ed.)(1994): Post, Present and Future of Psychiatry.IX. World Congress of Psychiatry. Vol. 1. Singapore: World Scientific Publishing Co., p. 1217–1220. ISBN 981-02-1930-X.
- Wolpert, E.M., Berger, M., Buchkremer, G. (1994): The New Post.Graduate Program in German Psychiatry: What is new on it? In: Beigel, A., Lopez Ibor jr., JJ, Costa e Silva, J.A. (Ed.)(1994): Post, Present and Future of Psychiatry.IX. World Congress of Psychiatry. Vol. 1. Singapore: World Scientific Publishing Co., p. 1307–1313. ISBN 981-02-1930-X.
- Wolpert, E.M., Gaebel, W. (1994): Quality Assurance in German Psychiatry. In: Beigel, A., Lopez Ibor jr., JJ, Costa e Silva, J.A. (Ed.)(1994): Post, Present and Future of Psychiatry.IX. World Congress of Psychiatry. Vol. 1. Singapore: World Scientific Publishing Co., p.1388–1393. ISBN 981-02-1930-X.
- Wolpert, E. M. (2006): Images in psychiatry: German speaking countries Austria, Germany, Switzerland. Heidelberg: Winter. ISBN 978-3-8253-1670-9